# Tarocchino bolognese

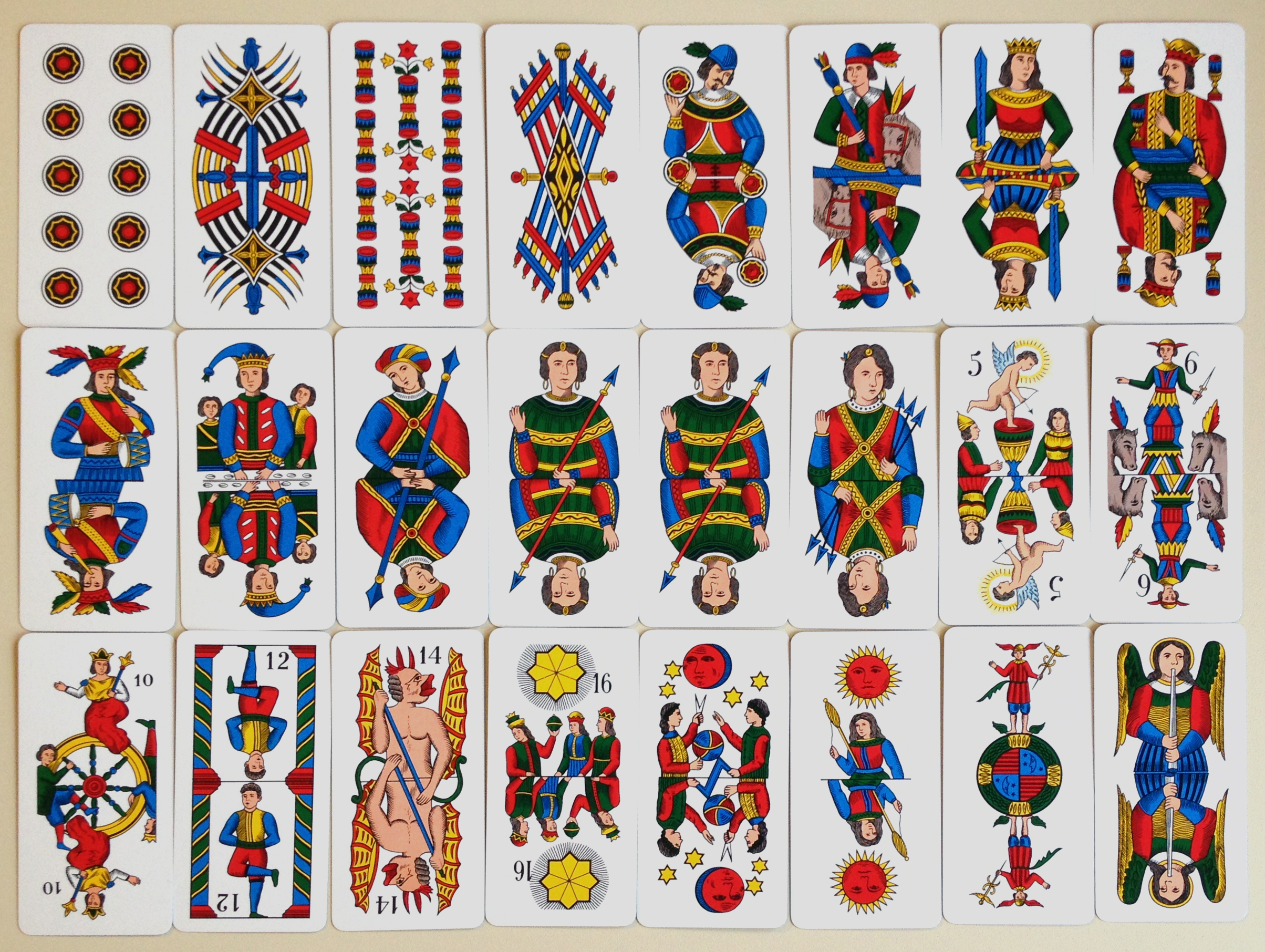
Carte del tarocchino bolognese

Il tarocchino bolognese (in dialetto bolognese äl chèrt lónghi) è un gioco di carte derivato dai Tarocchi, con eliminazione delle carte numeriche dal due al cinque di ogni seme.

## Storia

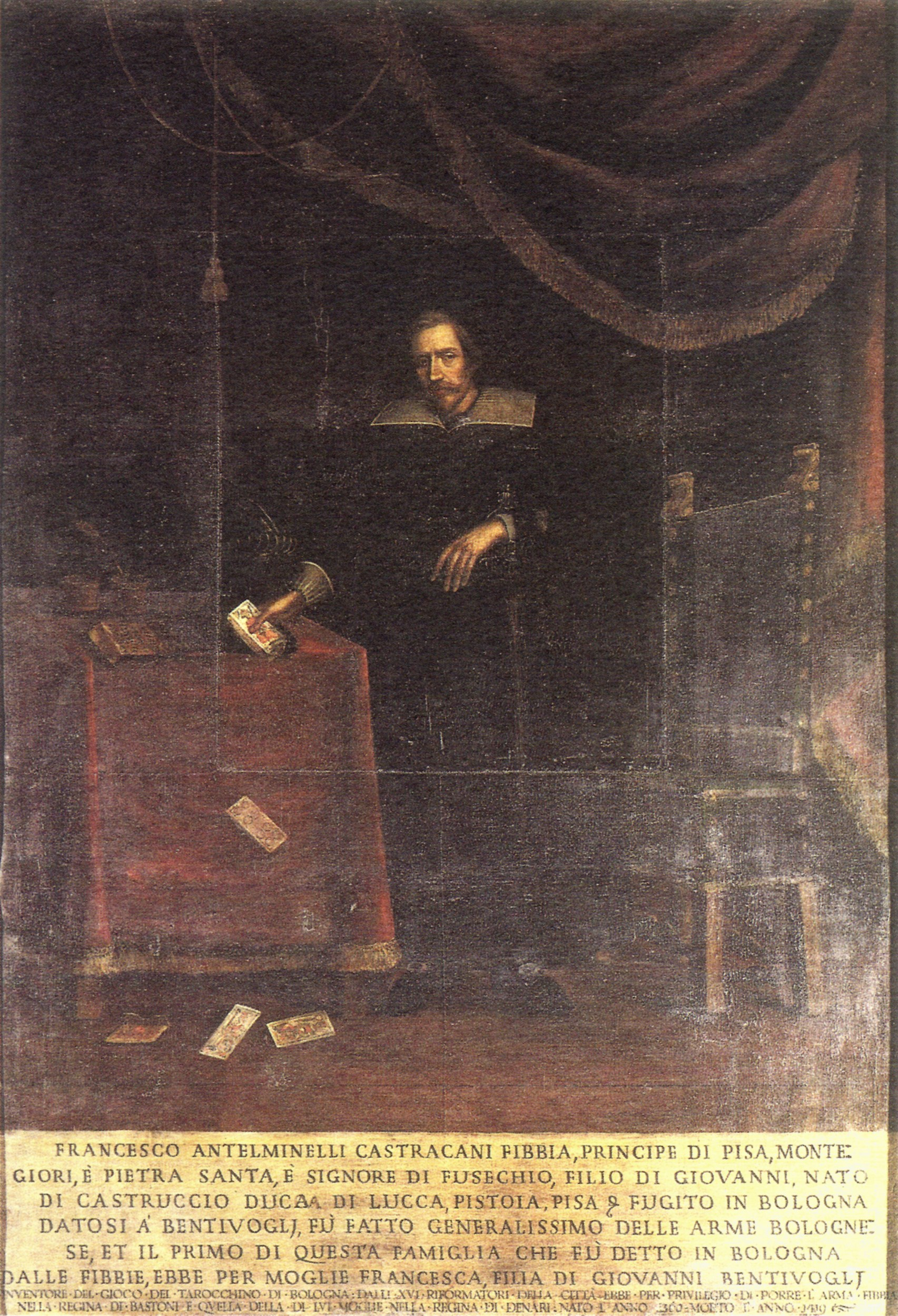
Il principe Castracani

Vuole una leggenda che il tarocco bolognese sia stato inventato da un nobiluomo, il principe Francesco Antelminelli Castracani Fibbia, rifugiatosi a Bologna alla corte dei Bentivogli agli inizi del XV secolo. Che si tratti di leggenda, e non di realtà storica, è stato ampiamente dimostrato dallo storico Giordano Berti in un'accurata ricerca pubblicata nel 2017, intitolata "Il Principe Fibbia e i Tarocchi: un enigma risolto?".
Più verosimilmente il gioco dei Tarocchi fu importato a Bologna da Milano o Ferrara, oppure da Firenze, secondo recenti opinioni ancora in corso di discussione. Comunque sia, la carte dei Tarocchi avevano cominciato ad essere prodotte a Bologna almeno dal 1441, come dimostra la notizia di un mercante bolognese che forniva mazzi di Tarocchi alla corte estense di Ferrara.
Nel corso dei decenni il numero delle carte da 78 diminuì, perdendo le carte numerali dal due al cinque, e l'ordine di alcuni trionfi (tariónf) fu variato nelle serie: Mondo, Angelo, Sole, Luna, Stella, Torre, Diavolo, Morte, Traditore, Eremita, Fortuna, Forza, Giustizia, Virtù, Carro, Amore, I quattro Papi, Bégato (al Bégghet), Matto. Era nato il Tarocchino bolognese, mazzo ridotto a 62 carte; come oggi. Nel 1725 i quattro Papi furono convertiti, con bolla del legato pontificio cardinale Tomaso Ruffo, negli attuali quattro Mori, mantenendo però l'Angelo come carta di valore più alto. Figlio e testimone della grande cultura della città petroniana, il Tarocchino bolognese supera forse tutti i giochi di carte, italiani, anglosassoni o di altrove, per la superba architettura delle tante combinazioni realizzabili; per la strategia quasi militare del gioco; per la complessità del computo dei punteggi: è perciò chiamato dagli appassionati, "il più bello dei giochi". 
Il gioco moderno deriva, in pratica, dalla Partitaccia, ossia una versione "leggera" della originaria Partita a tutt'andare, che prevedeva poste in danaro, già giocata a partire dal secolo XVIII, quando il Tarocchino bolognese aveva ormai da tempo consolidata la sua forma definitiva identica all'odierna; il tessuto del gioco è il medesimo, sono sparite le fasi di apertura con rifiuto e rilancio, l'attribuzione dei premi di particolari situazioni di gioco e soprattutto è sparita la comunicazione verbale tra i giocatori ed i suoi pittoreschi termini.
Simile al tressette ed al bridge, dove lo scopo è fare il maggior numero di prese, è anch'esso un gioco di risposta al palo, con semi classici latini (Danari, Coppe, Spade, Bastoni) di 10 carte ciascuno tra figure e numerali e con gradi gerarchici diversi tra coppie di semi (alla stregua dell'antico Dasavatara  indiano) più un quinto seme, i Trionfi 21 carte con caratteristiche di presa simili a quelle della briscola ed un Matto che non va propriamente giocato, ma “coperto”. Lo scopo del gioco è qui di realizzare il maggior numero di combinazioni possibili e di sabotarne la composizione agli avversari, mirando a conquistare determinate carte e proteggerne altre vulnerabili ed ambite dall'avversario; per certi versi si può assimilare la strategia del gioco a quella degli scacchi, servono colpo d'occhio, memoria, astuzia, abilità e spirito di sacrificio.
Si può giocare la versione classica, che impegna quattro giocatori nell'Ottocento oppure nelle Quattro Scartate, ma anche il Terziglio in tre; in due si gioca a Centocinquanta e a Millone. La Mattazza si gioca in cinque e anche in sei. Infine, c'è il solitario.

## Regolamento

### Carte e loro grado gerarchico

#### Mazzo delle carte
Il mazzo del Tarocchino bolognese è composto da 62 carte (dette "carte lunghe") suddivise in 5 "Pali": un Palo di 22 carte, i Trionfi, e quattro Pali di 10 carte cadauno, detti Semi.

#### Ordine e grado gerarchico dei Trionfi
Le 22 carte dette Trionfi sono suddivise in 21 NUMERI e 1 MATTO.

##### Numeri
Rispettano il seguente ordine gerarchico:
ANGELO   MONDO   SOLE   LUNA   16   15   14   13   12   11   10   9   8   7   6   5   MORO   MORO   MORO   MORO   BÉGATO
L'Angelo è la carta di grado più alto, il grado delle carte nella tabella ed il loro conseguente potere di PRESA decresce da sinistra a destra; avendo i quattro Mori la stessa forza di Presa, in caso di scontro tra essi, vince quello giocato per ultimo.

##### Matto
Il Matto non ha potere di Presa su alcuna carta e non viene giocato sul tavolo ma mostrato e poi riposto nel proprio Tallone di Presa dal giocatore che lo ha ricevuto dalla distribuzione: questa operazione viene detta COPRIRE IL MATTO.

##### Nomenclatura dei Trionfi
- Angelo, Mondo, Bégato e Matto sono detti i TAROCCHI.
- Sole e Luna sono detti le ROSSE.
- Bégato e Matto sono detti i CONTATORI.
- Angelo, Mondo, Sole, Luna sono detti NUMERI DELLA GRANDE.
- I Trionfi dal numero 16 al 5 sono detti  propriamente i NUMERI DI SCAVEZZO.
- L'insieme Angelo, Mondo, Sole, Luna è detto la GRANDE.

#### Semi
I 4 Semi sono: DANARI, COPPE, SPADE, BASTONI. Le dieci carte di ogni Seme sono suddivise in 4 Figure, 1 Asso e 5 altri Scartini.

#### Ordine e grado gerarchico delle carte dei Semi
Il RE è la carta di grado più alto, il grado delle carte nelle tabelle ed il loro conseguente potere di Presa decresce da sinistra a destra.

##### Danari e Coppe
Appartengono ai Semi detti  CORTI e rispettano il seguente ordine gerarchico:
(FIGURE =) RE REGINA CAVALLO FANTE (SCARTINI =) ASSO 6 7 8 9 10

##### Spade e Bastoni
Appartengono ai Semi detti LUNGHI e rispettano il seguente ordine gerarchico:
FIGURE =) RE REGINA CAVALLO FANTE (SCARTINI =) 10 9 8 7 6  ASSO

##### Assi
Gli Assi dei Semi Corti (Danari e Coppe) sono detti ASSI BUONI;
gli Assi dei Semi Lunghi (Spade e Bastoni) sono detti ASSI MATTI.

#### Correlazioni gerarchiche fra Trionfi e Semi
I 21 Numeri hanno sempre potere di Presa su tutte le Figure, gli Assi e gli altri Scartini di qualsiasi Seme.

### Valore delle carte e combinazioni

#### Valore delle singole carte
Sono CARTE DI VALORE le 16 Figure dei quattro Semi ed i 4 Tarocchi purché accoppiati ad uno Scartino - oppure tra esse; gli Assi e gli altri Scartini dei Semi, le Rosse, tutti i Numeri di Scavezzo e i 4 Mori sono qui considerati Scartini. Anche agli Scartini appaiati tra essi si assegna comunque un valore:
ANGELO + 1 SCARTINO = 5 punti; MONDO + 1 SCARTINO = 5 punti; BEGATO + 1 SCARTINO = 5 punti; MATTO + 1 SCARTINO = 5 punti; 
RE + 1 SCARTINO = 5 punti; 
REGINA + 1 SCARTINO = 4 punti; CAVALLO + 1 SCARTINO = 3 punti; FANTE + 1 SCARTINO = 2 punti; 
1 SCARTINO + 1 SCARTINO = 1 punti
Il punteggio di due Carte di Valore accoppiate tra esse è calcolato sommando il loro singolo valore in tabella e sottraendo una unità; l'operazione di computo del punteggio determinato dal valore delle singole carte, al termine delle Smazzate, viene detta CONTO DEGLI SCARTINI.

#### Generazione delle combinazioni
Determinate carte partecipano alla formazione di COMBINAZIONI, alle quali viene assegnato un valore numerico per il calcolo del punteggio di ogni Smazzata del gioco e quindi del punteggio di ogni Partita. Le Combinazioni possono essere di tipo associativo, sequenziale o moltiplicativo.

##### Combinazioni di tipo Associativo e loro valore
Sono composte da 3 o 4 Carte di Valore omologhe e cioè:
3 TAROCCHI = 18 punti; 3 RE = 17 punti; 3 REGINE = 14 punti; 3 CAVALLI = 13 punti; 3 FANTI = 12 punti; 4 TAROCCHI = 36 punti; 4 RE = 34 punti; 4 REGINE = 28 punti; 4 CAVALLI = 26 punti; 4 FANTI = 24 punti

##### Combinazioni di tipo Sequenziale e loro valore
Sono composte da 3 o 4 carte della stessa FAMIGLIA e cioè:
3 NUMERI DELLA GRANDE = 10 PUNTI; 3 FIGURE DELLO STESSO SEME = 10 PUNTI; 3 ASSI = 10 PUNTI; 3 MORI = 10 PUNTI; 4 NUMERI DELLA GRANDE = 15 PUNTI; 4 FIGURE DELLO STESSO SEME = 15 PUNTI; 4 ASSI = 15 PUNTI; 4 MORI = 15 PUNTI
Per realizzare una Combinazione di tipo Sequenziale è indispensabile la presenza del CAPOSTIPITE per la Famiglia dei Numeri (Angelo) e per ogni Famiglia dei Semi (Re); Assi e Mori non hanno Capostipite.

##### Combinazioni di tipo moltiplicativo e loro valore
Sono la risultante di tre o più Combinazioni analoghe e raddoppiano il valore di punteggio ottenuto dalla somma delle Combinazioni semplici, cioè:
3 o più Combinazioni di tipo Associativo costituiscono il CRICCONE; 3 o più Combinazioni di tipo Sequenziale costituiscono la SEQUENZA.

#### Proprietà aggregative delle carte
Determinate carte possono essere aggregate ad una Combinazione di tipo Sequenziale con aumento del valore di punteggio, per ogni carta aggiunta, di 5 punti; ovvero:
- l'Asso aggregato alla Combinazione di Figure del proprio Seme;
- Numeri di Scavezzo (dal 16 al 5) più i 4 Mori aggregati alla Grande;
- Contatori aggregati a tutte le Combinazioni di tipo Sequenziale.

La Combinazione della Grande completa dall'Angelo al Bégato viene detta GRANDE LUNGA FINO AI CALZETTINI.

#### Proprietà sostitutive dei contatori
Oltre alla già descritta proprietà aggregativa, all'interno di Combinazioni di tipo Sequenziale, i Contatori possiedono la proprietà sostitutiva, cioè possono ciascuno sostituire una delle carte concorrenti alla formazione di una Combinazione; sostituiscono:
- Numeri (ad eccezione dell'Angelo);
- Figure (ad eccezione del Re);
- Assi;
- Mori.

Affinché sia applicabile la proprietà sostitutiva dei Contatori è necessaria la presenza almeno di:
- Angelo + un Numero di Grande (Mondo, oppure Sole, oppure Luna) per la Famiglia della Grande;
- Re + una Figura per le Famiglie dei Semi;
- Due Assi per la Famiglia degli Assi;
- Due Mori per la Famiglia dei Mori;

le quali carte così riunite non raggiungono la condizione necessaria di tre elementi per formare una Combinazione, il Contatore entra in opera sostituendo la terza carta mancante e realizzando così la Combinazione; si dice perciò che il Contatore VA IN TERZA.
Si ricorda che gli Assi, aggregandosi alla Combinazione di tipo Sequenziale del proprio Seme, non Vanno in Terza.
I Contatori possono sostituire altresì un numero di Scavezzo mancante alla serie aggregata alla Combinazione della Grande, ma non 2 Numeri di Scavezzo consecutivi; laddove si abbia l'interruzione della numerazione si compie lo Scavezzo.
Esempi di combinazioni e relativi punteggi:
ANGELO - MONDO: PUNTEGGIO SENZA CONTATORE= 0; PUNTEGGIO CON 1 CONTATORE= 10; PUNTEGGIO CON DUE CONTATORI= 15.
ANGELO - SOLE: PUNTEGGIO SENZA CONTATORE= 0; PUNTEGGIO CON 1 CONTATORE= 10; PUNTEGGIO CON DUE CONTATORI= 15.
ANGELO - LUNA: PUNTEGGIO SENZA CONTATORE= 0; PUNTEGGIO CON 1 CONTATORE= 10; PUNTEGGIO CON DUE CONTATORI= 15.
RE - REGINA: PUNTEGGIO SENZA CONTATORE= 0; PUNTEGGIO CON 1 CONTATORE= 10; PUNTEGGIO CON DUE CONTATORI= 15.
RE - CAVALLO: PUNTEGGIO SENZA CONTATORE= 0; PUNTEGGIO CON 1 CONTATORE= 10; PUNTEGGIO CON DUE CONTATORI= 15.
RE - FANTE: PUNTEGGIO SENZA CONTATORE= 0; PUNTEGGIO CON 1 CONTATORE= 10; PUNTEGGIO CON DUE CONTATORI= 15.
MORO - MORO: PUNTEGGIO SENZA CONTATORE= 0; PUNTEGGIO CON 1 CONTATORE= 10; PUNTEGGIO CON DUE CONTATORI= 15.
ASSO - ASSO:PUNTEGGIO SENZA CONTATORE= 0; PUNTEGGIO CON 1 CONTATORE= 10; PUNTEGGIO CON DUE CONTATORI= 15.
Applicando le regole descritte si mostrano di seguito, con l'impiego di chiari esempi, i casi comuni e particolari di prosecuzione oppure di Scavezzo della Grande:
1) Caso dove un Contatore sostituisce un Numero della Grande e l'altro sostituisce un Numero di Scavezzo (il 15): 25 punti.
Angelo - Mondo - Bégato - 16 - Matto - 14
2) Caso dove ambedue i Contatori sostituiscono un Numero di Scavezzo (il 16 e il 14): 30 punti.
Angelo - Sole - Luna - Matto - 15 - Bégato - 13
3) Casi dove un Contatore sostituisce un Numero della Grande e l'altro sostituisce il Numero di Scavezzo 16: 35 punti.
Angelo - Bégato - Luna - Matto - 15 - 14 - 13 - 12
oppure:
Angelo - Bégato - Sole - Matto - 15 - 14 - 13 - 12
Per ormai assodata norma convenzionale, in deroga alla regola dello Scavezzo, si stabilisce che “senza le due Rosse e il 16, possedendo i due Contatori” si ha comunque Scavezzo, realizzando però Combinazione: 15 punti.
Angelo - Mondo - Bégato - Matto - 15 - 14 - 13 - 12 = non ammesso.
Bensì: Angelo - Mondo - Bégato - Matto = effetto della deroga alla regola dello Scavezzo
I Contatori vengono utilizzati per ognuna di tutte le Combinazioni di tipo Sequenziale realizzate: non esauriscono infatti la loro efficacia dopo il primo utilizzo.

### Gioco della carta
Distribuzione delle carte: mescolato il mazzo, le 62 carte dovranno essere distribuite 5 per volta a turno a ciascun giocatore in senso antiorario, iniziando dal giocatore immediatamente alla destra del Mazziere; ogni giocatore ne riceverà così una mano di 15, salvo il Mazziere che ne otterrà una Mano di 17.

#### La scartata
Al termine della distribuzione delle carte il Mazziere sceglierà 2 carte della propria Mano e senza mostrarle le disporrà, coperte, dinanzi a sé. Le 2 carte costituiscono lo SCARTO, entreranno nel futuro TALLONE DI PRESA e dunque nel computo del punteggio finale; l'operazione di Scarto viene chiamata SCARTATA e il Mazziere diviene così lo Scartatore.
Non possono essere scartati né i 4 Re né Angelo, Mondo, Bégato e Matto (Tarocchi), dette CARTE DA 5 (dal loro valore di punteggio nel Conto degli Scartini).
Compiuta la Scartata lo Scartatore annuncia “L'HO FATTA”, battendo le nocche sul tavolo.

#### Giro di mano
Il giocatore immediatamente alla destra dello Scartatore inizia il suo turno di gioco quale PRIMO DI MANO. Egli METTE A TERRA - cioè pone sul tavolo, scoperta, una carta di sua scelta che diverrà la CARTA DOMINANTE per quel GIRO DI MANO; procedendo in senso antiorario gli altri giocatori compiranno il loro turno di gioco e saranno obbligati a rispondere alla Carta Dominante Mettendo a Terra una carta dello stesso Seme, ovvero a rispondere con un Trionfo se sprovvisti di una tal carta, ovvero a rispondere con qualunque altra carta se sprovvisti di Trionfi.
Il Matto può essere coperto, al proprio turno di gioco qualunque siano le carte a Terra, anche essendo nelle condizioni di poter rispondere alla Carta Dominante. Quando esso venga giocato di prima Mano, la Carta Dominante sarà quella Messa a Terra dal secondo di Mano.
Il forzato rifiuto alla risposta viene detto dare a quel palo.
Il giocatore che avrà messa a terra la carta di grado maggiore conquisterà la Presa di quel Giro di Mano e riporrà le 4 carte, coperte, dinanzi a sé: ciò costituirà il  proprio Tallone di Presa.
Un Giro di Mano si conclude con la conquista della presa.
Nel caso vengano giocati due o più Moretti senza altri numeri presenti nella mano, l'ultimo Moretto giocato diverrà la CARTA DOMINANTE (secondo il detto 'Moro mangia Moro').
Il giocatore che avrà conquistata la Presa inizierà un nuovo Giro di Mano, Mettendo a Terra la carta che riterrà più idonea e sarà quindi egli il prossimo Primo di Mano.

#### 3.5 Linguaggio nel gioco
Solo al momento del proprio turno di gioco si ha la facoltà di parlare, esclusivamente secondo le condizioni sotto descritte.

##### 3.5.1 Dichiarazione dell'Accuso
A tutti i giocatori al primo Giro di Mano, al momento del proprio turno di gioco, innanzi di Mettere a Terra la carta è consentito:
TACERE
oppure
DICHIARARE EVENTUALI COMBINAZIONI IN MANO.
Infatti una Mano di carte può contenerne, già all'atto della distribuzione, alcune che realizzano Combinazioni; è a discrezione del giocatore DICHIARARLE, vale a dire mostrarle a compagno e avversari dichiarandone la composizione, omettendo di nominare il Capostipite che viene sottinteso: tale operazione viene detta ACCUSARE.
Esempio; in Mano e relativa Dichiarazione di Accuso: Re - Regina - Bégato = La Regina di... con il Bégato.
Re - Cavallo - Fante - Matto = il Cavallo e il Fante di... con il Matto.
Angelo - Sole - Luna = Le due Rosse.
3 Mori= Tre Mori (o tre Moretti).
4 Assi - Bégato - Matto	= Quattro Assi con il Bégato ed il Matto.
Re Spade - Re Coppe - Re Danari = Tre Re sbaglia Bastoni.
Tutti i 4 Fanti	= Quattro Fanti.
Mondo - Bégato - Matto = Tre Tarocchi matti.
Angelo - Mondo - Matto = Tre Tarocchi senza il Bégato.
Il punteggio ottenuto mediante l'Accusare in Mano Combinazioni verrà sommato al punteggio realizzato al termine di quella Smazzata.
È proibito Accusare in momenti o modi diversi da quelli descritti, pena l'invalidamento del punteggio.

##### 3.5.2 Informazioni al compagno
Al giocatore Primo di Mano, nell'istante medesimo in cui Mette a Terra la propria carta è consentito:
TACERE. Dire “BUSSO”: battendo le nocche sulla carta Messa a Terra, cioè pretendere dal compagno la sua carta migliore.
Dire “STRISCIO”: strisciando sul tavolo la carta Mettendola  a Terra, cioè informare il compagno di disporre ancora di carte di quel Palo. Dire “VOLO”: lanciando e facendo planare sul tavolo la carta che si Mette a Terra, cioè informare il compagno di non possedere altre carte di quel Palo.
La consuetudine permette queste comunicazioni - per i 4 Semi - esclusivamente allorquando sia già stato giocato il Re del Seme messo a Terra.
Non è consentito aggiungere altre informazioni, parlare o trasmettere segnali durante l'intera Partita.

#### 3.6 Ritmo del gioco
La cadenza della messa a Terra delle carte deve essere rapida e costante, non sono ammesse esitazioni o pause, salvo il caso di colui che è costretto a rifiutare quel gioco.

#### 3.7 La smazzata
La Smazzata comprende 60 turni di gioco, cioè 15 Giri di Mano; al termine verranno riuniti i Talloni di Presa delle coppie di giocatori alleati e si procederà al computo totale del punteggio.
Chi conquista l'ultima Presa della Smazzata guadagna 6 punti.
Sarà ora Mazziere, per la prossima Smazzata, il giocatore immediatamente alla destra di colui che lo fu alla Smazzata precedente; così avverrà per turni, fino alla conclusione della Partita.

#### 3.8 La Partita
Giocate una o più Smazzate, il raggiungimento od il superamento di un punteggio prestabilito, determinato dalla somma dei punteggi di ogni Smazzata, concluderà una partita.
Vincerà la Partita chi avrà raggiunto o superato quel punteggio.
Al termine dell'ultima Smazzata, del caso che entrambi i contendenti abbiano raggiunto o superato quel punteggio, vincerà chi avrà realizzato il punteggio più alto.

#### 3.9 Conteggio dei punti
Riunite le Prese dei giocatori alleati si otterranno così 2 Talloni di Presa avversari tra loro e si procederà al computo del punteggio svoltando le sole carte del Tallone più esiguo.
Il non realizzare alcuna presa viene definito Cappotto.
Si inizia conteggiando il punteggio delle Combinazioni di tipo Sequenziale, sommando tra loro i punteggi delle singole Combinazioni: se esse sono 3 o più si realizza Sequenza ed il totale del punteggio raggiunto viene raddoppiato.
Si conteggia quindi il punteggio delle Combinazioni di tipo Associativo, sommando tra loro i punteggi delle singole Combinazioni; se esse sono 3 o più si realizza Criccone ed il totale del punteggio raggiunto viene raddoppiato.
Al termine si procede al conto degli Scartini e si assegnano i 6 punti dell'ultima Presa.
Il numero delle carte di ognuno dei 2 Talloni di Presa deve risultare pari; al contrario, dal Tallone che contiene il Matto deve essere tolta una carta e passata - quindi conteggiata - nel Tallone di Presa avversario.
Il totale del conto degli Scartini, comunque distribuiti nei 2 Talloni di Presa è sempre di 87 punti.
Per deduzione, dalle carte sul tavolo mancanti, si conteggerà il punteggio avversario, senza svoltare le carte del secondo Tallone di Presa.

##### 3.9.1 Il Cappotto
Se un Tallone di Presa fosse composto solo dal Matto e dunque le restanti 61 carte formassero il Tallone di Presa avversario, secondo la regola detta, il Matto dovrà essere forzatamente passato al Tallone di Presa avversario, subendo Cappotto. Parimenti se non si conquista nessuna Presa ma si possiedono le sole 2 carte delle Scartata, esse dovranno essere forzatamente passate al Tallone di Presa avversario, subendo Cappotto.
Del caso venga realizzato Cappotto, escludendo gli eventuali punti Accusati in Mano, il punteggio totale dell'unico Tallone di Presa sarà di 939 punti.

### Variazioni

#### 4.1  Giochi a quattro giocatori
Sono giocati tradizionalmente l'Ottocento e le Quattro Scartate.

##### 4.1.1 Ottocento
In dialetto bolognese otzänt, è il gioco classico del Tarocco bolognese, 2 giocatori alleati ed avversari agli altri 2 alleati tra loro. La partita si termina quando il punteggio realizzato da una coppia raggiunge 800 punti, da ciò il nome del gioco.
Le regole sono quelle indicate al Capitolo 3; in prossimità degli 800 punti, nel corso della Partita, è consentito ai giocatori che, utilizzando il punteggio derivato dall'Accuso in Mano di Combinazioni, raggiungano o superino il traguardo degli 800 punti, CHIAMARSI FUORI, così vincendo la Partita, interrompendola.
È determinante quindi la priorità dell'Accuso in Mano di eventuali Combinazioni, il quale, se di valore sufficiente a superare gli 800 punti, consente la vincita della Partita senza proseguire il gioco. Lo Scartatore, distribuite le carte, si avvale allora del vantaggio di raccogliere e guardare le sole prime 15, lasciando coperte le ultime 2 e di Chiamarsi Fuori utilizzando, se sufficiente, il punteggio derivato da eventuali Combinazioni Accusate in Mano. Altrimenti raccoglierà le 2 carte ed il gioco proseguirà nel modo consueto. Il giocatore Primo di Mano potrà allora Chiamarsi Fuori utilizzando il punteggio di eventuali Combinazioni Accusate in Mano, se questo consentirà il raggiungimento od il superamento degli 800 punti, e così il compagno dello Scartatore ed il compagno del Primo di Mano, al proprio Turno di Gioco. Se il punteggio dell'Accuso in Mano del giocatore Primo di Mano non sarà sufficiente a Chiamarsi Fuori il suo compagno potrà sommare ad esso l'eventuale proprio punteggio di Accuso in Mano per Chiamarsi Fuori, se la somma sarà sufficiente. Non così sarà consentito allo Scartatore che abbia raccolte le ultime 2 carte della distribuzione, ora Ultimo di Mano: cioè non potrà sommare il proprio punteggio di eventuali Combinazioni Accusate in Mano a quello eventuale del suo compagno di gioco per Chiamarsi Fuori anche se la somma fosse sufficiente. Se nessuno si Chiamerà Fuori, la Partita proseguirà sino alla fine della Smazzata e si provvederà al conteggio dei punti per stabilire la coppia vincitrice.
Ad alcuni tavoli è consuetudine allungare il gioco fino a 1000 o 1500 punti.

##### 4.1.2 Quattro scartate
Il gioco è identico all'Ottocento salvo il concludere la Partita e quindi procedere al conteggio dei punti, allorquando ognuno dei 4 giocatori avrà distribuite le carte per una volta: ciò consente sempre a ciascun giocatore di essere Scartatore, evitando che la Partita possa concludersi senza aver dato il medesimo vantaggio a tutti i giocatori, come potrebbe accadere nell'Ottocento. Conclusa la Smazzata del quarto giocatore vincerà la Partita la coppia che avrà realizzato il punteggio più alto.

#### 4.2 Giochi a tre giocatori
Si gioca tradizionalmente il Terziglio.

##### 4.2.1 Terziglio
Un giocatore avversario di due alleati tra loro.
All'inizio del gioco ogni giocatore estrae dal mazzo coperto una carta; colui che estrarrà la carta di grado più alto sarà il primo ricevitore delle carte distribuite.
Mescolato il mazzo il giocatore immediatamente alla sinistra del ricevitore distribuirà le carte, 6 alla volta, in senso antiorario, consegnandone 18 ad ogni giocatore. Le restanti 8 carte saranno poste, coperte, sul tavolo e costituiranno il Pozzo.
Il ricevitore ha per primo il diritto di utilizzare le carte del Pozzo, oppure di passare la Mano; egli, valutate le proprie carte potrà dire:
“PASSO” - il ricevitore intende passare ogni diritto al prossimo giocatore alla sua destra, oppure dire:
“POSSO?” - il ricevitore intende giocare da solo, utilizzando le carte del Pozzo e diventare avversario degli altri due giocatori alleati così tra loro. Solo la risposta “VA BENE!” di ambedue gli altri giocatori gli consentirà di raccogliere le 8 carte del Pozzo, unirle alle 18 della propria Mano, sceglierne 8 e scartarle secondo le regole generali: ciò viene detto ANDARE SU. La risposta “NO! FACCIO DI MIO” di uno degli altri giocatori annullerà i diritti del ricevitore trasferendoli a colui che si è opposto, il quale sarà obbligato poi  a mantenere fede a quanto dichiarato. Il ricevitore potrà altresì dire:
“FACCIO DI MIO” - egli - così come chi gli si fosse opposto - si aggiudica il diritto di giocare da solo senza utilizzare le carte del Pozzo e sarà avversario degli altri 2 giocatori alleati tra loro; egli giocherà avvalendosi solo delle 18 carte ottenute dalla distribuzione. Le carte del Pozzo saranno inutilizzate, divenendo però poi proprietà di colui che conquisterà l'ultima Presa e quindi normalmente conteggiato nel calcolo del punteggio.
Del caso colui che “va su” subisca Cappotto le 8 carte della Scartata passano agli avversari, divenendo loro proprietà.
Chi realizza il punteggio più alto vince, il punteggio di chi perde non viene calcolato; i punti vengono espressi in POSTE, così approssimando il punteggio:
da  0 a 14 punti = 0 Poste; da 15 a 24 punti = 1 Posta; da 25 a 34 punti = 2 Poste, e così di seguito.
È uso approssimare le Poste anche così: da 0 a 45 punti = 0 Poste, ecc.
Colui che gioca da solo vincerà o perderà un numero doppio di Poste che verranno sottratte o sommate equamente al punteggio di ciascuno degli avversari, i quali saranno ognuno debitore o creditore per metà del totale assegnato; colui che avrà “fatto di suo” raddoppierà il punteggio rispetto all'“andare su”.
Esempi: Il giocatore da solo è vincitore “andando su”. Egli realizza 208 punti che approssimati corrispondono a 20 Poste: punteggio di chi è “andato su”= + 40 Poste; punteggio di ogni giocatore avversario a lui= - 20 Poste. Il giocatore da solo è perdente “facendo di suo”. La coppia a lui avversaria realizza 208 punti (20 Poste): punteggio di chi ha “fatto di suo"= - 80 Poste; punteggio di ogni giocatore a lui avversario= + 40 Poste
Terminata una Smazzata colui che ha giocato da solo distribuirà le carte per una nuova Smazzata e verranno quindi annullate le precedenti alleanze; essendo Terziglio, per consuetudine, un gioco di danaro, ogni Smazzata è di per sé stessa una Partita e non esiste quindi un traguardo terminale prestabilito.
Salvo per quanto sopra descritto, valgono tutte le regole del gioco della carta.

#### 4.3 Giochi a due giocatori
Si giocano il MILLONE, il CENTOCINQUANTA e il QUINDICI.

##### 4.3.1 Millone
Due giocatori avversari tra loro.
All'inizio del gioco ogni giocatore estrae dal mazzo coperto una carta: colui che estrarrà la carta di grado più alto sarà il Mazziere per quella Smazzata; i giocatori si alterneranno poi nel distribuire le carte, una volta ciascuno a turno, nelle Smazzate seguenti. Il Mazziere distribuirà, 5 per volta alternativamente, 20 carte all'avversario e 22 a sé stesso.
I giocatori scarteranno, secondo le regole generali e ponendole coperte dinanzi a loro, 10 carte, quindi il Mazziere provvederà alla distribuzione delle restanti 20 carte, 10 a sé e 10 all'avversario nel modo descritto; queste ultime carte verranno riunite alle restanti della prima distribuzione e costituiranno le Mani di gioco.
Il Mazziere scarterà, seguendo le regole, due carte aggiungendole alle 10 precedentemente scartate; l'avversario inizierà il gioco.
Vincerà la Partita il giocatore che raggiungerà o supererà per primo i 1000 punti, da ciò il nome del gioco.
In prossimità dei 1000 punti, nel corso della Partita, è consentito ai giocatori che, utilizzando il punteggio derivato dall'Accuso in Mano di Combinazioni, raggiungano o superino il traguardo dei 1000 punti, Chiamarsi Fuori, così vincendo la Partita, interrompendola.
È determinante quindi la priorità dell'Accuso in Mano di eventuali Combinazioni, il quale, se di valore sufficiente a superare i 1000 punti, consente la vincita della Partita senza proseguire il gioco. Lo Scartatore, distribuite le carte si avvale allora del vantaggio di raccogliere e guardare le sole prime 20, lasciando coperte le ultime 2 e di Chiamarsi Fuori utilizzando, se sufficiente, il punteggio derivato da eventuali Combinazioni Accusate in Mano. Altrimenti raccoglierà le 2 carte e il giocatore avversario potrà allora Chiamarsi Fuori utilizzando il punteggio di eventuali Combinazioni Accusate in Mano, se questo consentirà il raggiungimento od il superamento dei 1000 punti. Se nemmeno questi si Chiamerà Fuori il Mazziere, dopo che i giocatori avranno compiuta la regolamentare Scartata, provvederà alla distribuzione delle restanti 20 carte e il gioco proseguirà nel modo consueto. Non sarà consentito Chiamarsi Fuori, ad entrambi i giocatori, utilizzando eventuali Combinazioni realizzate avvalendosi delle carte ottenute dalla seconda distribuzione.Tali Combinazioni, comunque, potranno essere regolarmente Accusate in Mano e successivamente computate al termine di quella Smazzata; la Partita continuerà normalmente sino alla fine quando si provvederà al conteggio dei Punti per stabilire il vincitore.
Salvo per quanto sopra descritto valgono tutte le regole del gioco della carta.

##### 4.3.2 Centocinquanta
Due giocatori avversari tra loro.
All'inizio del gioco ogni giocatore estrae dal mazzo coperto una carta: colui che estrarrà la carta di grado più alto sarà il Mazziere per quella Smazzata; i giocatori si alterneranno poi nel distribuire le carte, una volta ciascuno a turno, nelle Smazzate seguenti. Il Mazziere distribuirà, 5 per volta alternativamente, 15 carte all'avversario e 17 a sé stesso; le restanti 30 carte resteranno avulse dal gioco e dal computo del punteggio.
Vincerà la Partita colui che raggiungerà o supererà per primo i 150 punti, da ciò il nome del gioco.
In prossimità dei 150 punti, nel corso della Partita, è consentito ai giocatori che, utilizzando il punteggio derivato dall'Accuso in Mano di Combinazioni, raggiungano o superino il traguardo dei 150 punti, Chiamarsi Fuori, così vincendo la Partita, interrompendola.
È determinante quindi la priorità dell'Accuso in Mano di eventuali Combinazioni, il quale, se di valore sufficiente a superare i 150 punti, consente la vincita della Partita senza proseguire il gioco. Lo Scartatore, distribuite le carte, si avvale allora del vantaggio di raccogliere e guardare le sole prime 15, lasciando coperte le ultime 2 e di Chiamarsi Fuori utilizzando, se sufficiente, il punteggio derivato da eventuali Combinazioni Accusate in Mano. Altrimenti raccoglierà le 2 carte ed il gioco proseguirà nel modo consueto. Il giocatore avversario potrà allora Chiamarsi Fuori utilizzando il punteggio di eventuali Combinazioni Accusate in Mano, se questo consentirà il raggiungimento od il superamento dei 150 punti. Se nemmeno questi si Chiamerà Fuori, lo Scartatore potrà comunque Accusare in Mano le eventuali Combinazioni le quali verranno successivamente computate alla fine della Smazzata; la Partita proseguirà regolarmente e si provvederà al conteggio dei punti per stabilire il vincitore.
Ad alcuni tavoli è consuetudine allungare il gioco fino a 151 oppure 200 punti.
Salvo per quanto sopra descritto valgono tutte le regole del gioco della carta.

##### 4.3.3 Quindici
È il gioco del Centocinquanta con il punteggio così approssimato: da 0 a  4 punti = 0 punti; da   5 a 14 punti = 1 punto; da  15 a 24 punti = 2 punti; da  25 a 34 punti = 3 punti; e così di seguito.
Vincerà la Partita colui che raggiungerà o supererà per primo i 15 punti, da ciò il nome del gioco.
Ad alcuni tavoli è consuetudine allungare il gioco fino a 20 oppure 21 punti.
Salvo per quanto sopra descritto valgono tutte le regole del gioco della carta.

#### 4.4 Altri giochi
Si gioca tradizionalmente la MATTAZZA (in dialetto bolognese matâza); essa appartiene alla schiera dei giochi di carte a non prendere: allegra e fracassona ha spirito diverso dagli altri giochi praticabili con le Carte Lunghe; viene comunque qui citata e descritta essendo uso comune il giocarla.

##### 4.4.1 Mattazza
Da 6 a 3 giocatori, ognuno gioca per sé, avversario agli altri.
Lo scopo del gioco è raggiungere il minor punteggio possibile, facendo almeno una Presa. Se tutti i giocatori conquisteranno una Presa ciascuno, perderà chi realizzerà il punteggio maggiore; altrimenti perderà chi non avrà conquistata nessuna Presa. Se 2 o più giocatori non conquisteranno nessuna Presa o totalizzeranno il medesimo punteggio più alto, essi perderanno tutti. All'inizio del gioco ogni giocatore estrae dal mazzo coperto una carta: colui che estrarrà la carta di grado più alto sarà il Mazziere per quella Smazzata; i giocatori si alterneranno poi nel distribuire le carte, una volta ciascuno a turno, nelle Smazzate seguenti. Ad alcuni tavoli è uso sia chi perde il successivo Mazziere. Il Mazziere distribuirà, 5 per volta a turno, 10 carte a ciascun giocatore, indipendentemente dal numero dei partecipanti, le carte avanzate dalla distribuzione per quella Smazzata, resteranno avulse dal gioco e dal computo del punteggio.
Non viene effettuata la Scartata ed il gioco procede secondo le regole generali; durante il suo svolgimento è consentito ai partecipanti, al momento della Messa a Terra di ogni carta, il parlare usando i coloriti termini caratteristici di questo gioco, allo scopo di indicare il senso della propria carta intavolata, oppure la richiesta generica agli altri giocatori della Messa a Terra di carte di valore o meno.
I termini usati sono:
- “Andare a duro”: il giocatore che possiede molte carte con forte potere di presa dichiara la propria volontà di cercare alleati affinché almeno un giocatore non conquisti nessuna presa.
- “Mettere”: si invita il giocatore prossimo di Mano a Mettere a Terra le carte con più forte potere di Presa (Trionfi o Re) affinché almeno un giocatore non conquisti nessuna presa.
- “Farsi delle carte buone”: come “Mettere”.
- “Farsi i migliori”: si invita il giocatore prossimo di mano a Mettere a Terra i Trionfi migliori.
- “Fare il Pagatore”: si invita chi ha dichiarato di “Andare a duro” a Mettere a Terra una carta con forte potere di Presa, sulla quale scaricare poi carte pregiate, affinché egli dimostri di non bluffare.
- “Travalicare”: si invita a Mettere a Terra una carta con debole potere di Presa, appartenente ad uno dei 4 Semi.
- “Andare in campagna”: come “Travalicare”.

Naturalmente data la natura e lo scopo ultimo del gioco non si Accusa.
Al termine di ogni Smazzata si provvede al conteggio dei punti nel modo consueto, salvo il Conto degli Scartini. Esso si computa qui a prese, cioè a gruppi di carte, il quale numero è in funzione dei partecipanti: per 6 giocatori partecipanti una Presa è costituita da un gruppo di 6 carte, per 5 giocatori partecipanti da un gruppo di 5 e così di seguito. Secondo le regole generali, quando 2 o più Carte di Valore, nella stessa Presa, vengono computate per il Conto degli Scartini, la prima mantiene il proprio valore consueto mentre per le altre il valore viene diminuito di una unità. Così pure chi avrà Coperto il Matto passerà una carta al giocatore che avrà vinto il Giro di Mano nel quale il Matto è stato giocato. Ogni volta che un giocatore perde addebita a sé stesso 1 Punto; il criterio secondo il quale si stabilisce chi vincerà la Partita può essere deciso in vari modi, in base a un comune accordo precedente:
- Si stabilisce un punteggio di traguardo (in genere da 2 a 6 punti): colui che per primo raggiungerà quel punteggio perderà  e riposerà, mentre gli altri giocatori proseguiranno di Smazzata in Smazzata finché non rimarranno solo i due vincitori.
- Partecipando in 3 o 4 giocatori perderanno i due giocatori che per primi raggiungeranno i tre punti, oppure il primo che raggiungerà i 6 punti. Partecipando in 5 o 6 giocatori perderanno i tre giocatori che per primi raggiungeranno i due punti, oppure il primo che raggiungerà i 4 punti.
- Perderà il giocatore che per primo raggiungerà il punteggio stabilito.